# TZ Возничего
TZ Возничего (лат. TZ Aurigae) — одиночная переменная звезда в созвездии Возничего на расстоянии приблизительно 4940 световых лет (около 1515 парсеков) от Солнца. Видимая звёздная величина звезды — от +12,45m до +11,08m.

## Характеристики
TZ Возничего — белая пульсирующая переменная звезда типа RR Лиры (RRAB) спектрального класса A9-F7, или F2,5, или A2. Радиус — около 3,53 солнечных, светимость — около 26,353 солнечных. Эффективная температура — около 6956 К.